# Engelbert Pirk

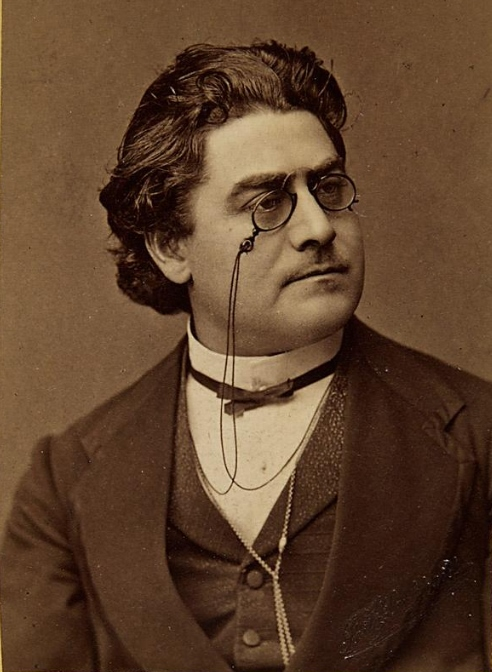
Engelbert Pirk

Engelbert Pirk (2. März 1835 – 3. Juni oder 6. Juni 1888 in Prag) war ein Opernsänger des Stimmfachs Tenor. Er zählte von 1869 bis 1875 zum Ensemble der Wiener Hofoper.

## Leben und Werk
Engelbert Pirk hatte ein besonders breites Repertoire, er sang neben Buffo-Partien – Pedrillo, Monostatos, Jacquino – sowohl lyrische Rollen – Arturo, Tamino, Don Ottavio – als auch Partien, die zum Fach des Jugendlichen Heldentenors zählen, wie den Max im Freischütz, den Erik im Fliegenden Holländer oder den Walther von der Vogelweide im Tannhäuser. Der Sänger war an einigen bedeutenden Neuinszenierungen der Hofoper beteiligt, beispielsweise am 17. Juni 1869 als Ruodi in Rossinis Wilhelm Tell, am 12. Dezember 1869 als Jonas in Meyerbeer Propheten oder am 27. Februar 1870 als David in der Wiener Erstaufführung von Wagners Meistersinger von Nürnberg. Pirk war von 16. Juni 1869 bis 15. Juni 1875 an der Hofoper in Wien verpflichtet, später in Hannover, Hamburg und Prag. Am 13. Mai 1882 ist noch ein weiterer Abend an der Wiener Hofoper verzeichnet, als Pedrillo in der Entführung aus dem Serail.
Pirk war in Wien auch als Kirchen- und Konzertsänger tätig. In einem Konzert des Frankfurter Opern- und Museumsorchesters sang er das Heidenröslein von Goethe und Schubert. In späteren Jahren wirkte er auch als Gesangspädagoge, zu seinen Schülern zählte der Heldentenor Richard Hofer.
Laut dem Deutschen Bühnen-Almanach erlitt Pirk am 5. Juni 1888 in Prag einen Schlaganfall, an dem er wenige Stunden später starb.